# Temple protestant de Narbonne
Le temple protestant de Narbonne est un édifice religieux situé 6 boulevard Condorcet à Narbonne et inauguré en 1903. La paroisse est membre de Église protestante unie de France.

## Histoire
En 1869, le pasteur Imbert de Béziers parle de 150 protestants à Narbonne. L'arrivée du phylloxéra favorise l'essor de la communauté, qui compte jusqu'à 500 protestants en 1878. Le temple est inauguré le 12 juillet 1903 par le pasteur Guiraud. Les plans sont de l’architecte de Narbonne Henri Gay. Le maire de Narbonne, le docteur Ernest Ferroul, franc-maçon, de même que le pasteur Guiraud, et dont l'épouse est protestante facilite la construction du temple et offre un terrain municipal, dans la rue de Condorcet qui conduit à la gare de Narbonne,,,,.
En 1984, la salle de culte est divisée en deux étages au niveau des tribunes, pour créer des salles de réunion.
Le 10 novembre 2012, est inaugurée une plaque commémorative en mémoire de Gabriel Amalins, brulé en 1538 à Narbonne par l'Inquisition. Sont présents au côté du pasteur Michel Jas un représentant catholique, Frère François Bustillo, supérieur des franciscains de Narbonne et Vicaire épiscopal, un représentant musulman, et Jacques Bascou, maire de Narbonne,. Les statuts d'un association de dialogue interreligieux, le Groupe interreligieux pour la paix de l'Aude (GIP 11) sont déposés en 2014,.